# Sílaba
Una sílaba es una unidad de organización para una secuencia de sonidos del habla. Es la siguiente menor división de la cadena hablada después del fonema y la mora. Por lo general, se compone de un núcleo de sílaba (la mayoría de las veces una vocal) con márgenes iniciales y finales opcionales (típicamente, consonantes). Las sílabas a menudo se consideran los "bloques de construcción" fonológicos de las palabras. Pueden influir en el ritmo de una lengua, su prosodia, su métrica poética y sus patrones de acentuación. El habla generalmente se puede dividir en un número entero de sílabas: por ejemplo, la palabra bueno se compone de dos sílabas: bue y no.
La escritura basada en sílabas (silabario) es históricamente anterior a la basada en fonemas, es decir la escritura alfabética, como la protosinaítica. Las primeras sílabas registradas están en tablillas escritas alrededor del 2800 a. C. en la ciudad sumeria de Ur. El cambio de los pictogramas a los silabarios se ha denominado "el avance más importante en la historia de la escritura".
Una palabra que consta de una sola sílaba, por ejemplo pan, se llama monosílabo, y se dice que es monosilábica. Términos similares son bisílabo (bisílabas; también disílabas) para una palabra de dos sílabas; trisílabo (trisilábicas) para una palabra de tres sílabas; tetrasílabo para aquellas con cuatro sílabas; y polisílabo (polisilábicas), palabras que tienen cinco o más sílabas.

## Etimología
La palabra sílaba proviene de la palabra sillabe en francés antiguo, que a su vez deriva del latín syllaba y del griego koiné συλλαβή (syllabḗ) que significa "las tomadas juntas", refiriéndose a las letras que se toman juntas para hacer un solo sonido.
συλλαβή es un sustantivo verbal del verbo συλλαμβάνω syllambánō, un compuesto de la preposición σύν sýn "con" y el verbo λαμβάνω lambánō "tomar". El sustantivo usa la raíz λαβ-, que aparece en tiempo aoristo; la raíz del tiempo presente λαμβάν- se forma agregando un infijo nasal ⟨μ⟩ ⟨m⟩ antes de β b y un sufijo -αν -an al final.

## La sílaba en fonología

### Agrupación de componentes

Modelo jerárquico para Cat (gato) y Sing (cantar)

En algunas teorías de la fonología, las estructuras de las sílabas se muestran como diagramas de árbol (similar a los árboles que se encuentran en algunos tipos de sintaxis). No todos los fonólogos están de acuerdo en que las sílabas tienen estructura interna; de hecho, algunos dudan de la existencia de la sílaba como entidad teórica.
Existen muchos argumentos a favor de una relación jerárquica, en lugar de lineal, entre los constituyentes de las sílabas. Un modelo jerárquico agrupa el núcleo de la sílaba y la coda en un nivel intermedio, la "rima". El modelo jerárquico explica el papel que juega el constituyente núcleo + coda en el verso (es decir, las palabras que riman como gato y dato se forman al emparejar el núcleo y coda, o rima), y para la distinción entre sílabas pesadas y ligeras, que desempeña un papel en los procesos fonológicos como, por ejemplo, cambio de sonido en Inglés antiguo scipu y wordu.

#### Cuerpo
En algunas descripciones tradicionales de ciertos lenguajes como cree y ojibwe, la sílaba se considera ramificada a la izquierda, es decir, grupo de inicio y núcleo por debajo de una unidad de nivel superior, llamada "cuerpo" o "núcleo". Esto contrasta con la coda.

#### Rima
La rima de una sílaba consta de un núcleo y una coda opcional. Es la parte de la sílaba que se usa en la mayoría de las rimas poéticas, y la parte que se alarga o acentúa cuando una persona alarga o enfatiza una palabra en el habla.
Suele ser la parte de una sílaba desde la primera vocal hasta el final. Por ejemplo, /æt/ es la rima de todas las palabras at, sat y flat. Sin embargo, no es necesario que el núcleo sea una vocal en algunos idiomas. Por ejemplo, el tiempo de las segundas sílabas de las palabras "botella" y "violín" es simplemente /l/, una consonante líquida.
Así como la rima se ramifica en el núcleo y la coda, el núcleo y la coda pueden hacerlo cada uno en múltiples fonemas. El límite del número de fonemas que puede contener cada uno varía según el idioma. Por ejemplo, el japonés y la mayoría de los idiomas sino-tibetanos no tienen grupos de consonantes al principio o al final de las sílabas, mientras que muchos idiomas de Europa del Este pueden tener más de dos consonantes al principio o al final de la sílaba. En inglés, el inicio, el núcleo y la coda pueden tener dos fonemas, como en la palabra "flouts": [fl] en el inicio, el diptongo [aʊ] en el núcleo y [ts] en la coda.
Rime y rima son variantes de la misma palabra, pero la forma más rara rime se usa a veces para significar específicamente rime de sílabas para diferenciarlo del concepto poético de rima. Algunos lingüistas no hacen esta distinción y no aparece en la mayoría de los diccionarios.
| estructura: | sílaba =               | inicio | + rima           |
| ----------- | ---------------------- | ------ | ---------------- |
| C⁺V⁺C*:     | C₁(C₂)V₁(V₂)(C₃)(C₄) = | C₁(C₂) | + V₁(V₂)(C₃)(C₄) |
| V⁺C*:       | V₁(V₂)(C₃)(C₄) =       | ∅      | + V₁(V₂)(C₃)(C₄) |

#### Peso

Núcleo ramificado para pout y coda ramificado para pond

Una sílaba pesada es generalmente una con una rima ramificada, es decir, es una sílaba cerrada que termina en consonante, o una sílaba con un núcleo ramificado, es decir, una vocal larga o diptongo. El nombre es una metáfora, basada en el núcleo o coda que tiene líneas que se ramifican en un diagrama de árbol.
En algunos idiomas, las sílabas pesadas incluyen las sílabas VV (núcleo ramificado) y VC (rima ramificada), en contraste con V, que es una sílaba ligera.
En otros idiomas, solo las sílabas VV se consideran pesadas, mientras que las sílabas VC y V son ligeras.
Algunos idiomas distinguen un tercer tipo de sílaba superpesada, que consta de sílabas VVC (con un núcleo ramificado y rima) o sílabas VCC (con una coda que consta de dos o más consonantes) o ambas.
En la  teoría moraica se dice que una sílaba es pesada si tiene dos moras, mientras que las sílabas ligeras tienen una y las sílabas superpesadas tienen tres. La fonología japonesa se describe generalmente de esta manera.
Muchos idiomas prohíben las sílabas pesadas, mientras que un número significativo prohíbe cualquier sílaba pesada. Algunos idiomas se esfuerzan por lograr un peso constante de las sílabas; por ejemplo, en las sílabas acentuadas no finales en italiano, las vocales cortas coexisten con las sílabas cerradas, mientras que las vocales largas coexisten con las sílabas abiertas, de modo que todas esas sílabas son pesadas (ni ligeras ni superpesadas).
La diferencia entre pesado y ligero determina con frecuencia qué sílabas reciben acento; este es el caso en latín y árabe, por ejemplo.

### Clasificación fonológica
Fonológicamente, las sílabas se pueden clasificar según varios criterios:
- Sílabas átonas/tónicas. Las sílabas pueden recibir o no más fuerza según hagamos hincapié en su pronunciación. Encontramos, pues, sílabas átonas o tónicas (pronunciadas ligeramente más fuerte que las anteriores). En español, casi todas las palabras tienen una única sílaba tónica. A modo de ejemplo las palabras: resultante, esdrújula, avizor, ángel (marcada en negrita cursiva la sílaba tónica y en cursiva las átonas). Muy raramente tienen dos (palabras acabadas en -mente, como automáticamente).[11]
- Sílabas abiertas/cerradas o libres/trabadas. Otra distinción importante en algunas lenguas es si la sílaba posee o carece de coda silábica. Las sílabas sin coda se denominan abiertas o libres y las que tienen coda se denominan cerradas o trabadas. En la mayoría de lenguas indoeuropeas modernas, el núcleo silábico solo puede ser una vocal o diptongo y, por tanto, las sílabas acabadas en vocal se denominan abiertas o libres y las sílabas acabadas en consonante se denominan cerradas o trabadas.[12]
- Sílabas cortas/largas o ligeras/pesadas. En algunas lenguas —como el latín, el griego clásico, el japonés o el sánscrito— existen estructuras intermedias entre el fonema y la sílaba. Típicamente las unidades intermedias se denominan moras. Generalmente, en estas lenguas cada sílaba se puede dividir en un cierto número de moras. Las sílabas de una sola mora se denominan cortas o ligeras, y las sílabas de más de una mora son largas o pesadas.[13] En las lenguas mencionadas el número de moras, es decir, el que una sílaba sea corta o larga (ligera o pesada) tiene repercusiones en la posición del acento.

### Fórmula silábica
La fórmula silábica resume la forma de la sílaba fonológicamente admisible más complicada que admite una lengua. Por ejemplo en español una sílaba final la forma silábica, dividida en ataque, núcleo y coda, viene dada por la siguiente fórmula:

{\displaystyle [_{At}\ (C_{1})(C_{2})][_{Nuc}\ V][_{Cod}\ (C_{3})(C_{4})]\ \ {\begin{cases}C_{1}={\mbox{cualquier consonante}}&{\mbox{si}}\ C_{2}=\emptyset \\C_{1}=/g,k;\ t;\ b,p;\ f/&{\mbox{si}}\ C_{2}=/l/\\C_{1}=/g,k;\ d,t;\ b,p;\ f/&{\mbox{si}}\ C_{2}=/r/\\V={\mbox{vocal, diptongo, ...}}\\C_{3}={\mbox{cualquier consonante}}\ &{\mbox{si interior de palabra}}\ \\C_{4}=/s/\ &{\mbox{si}}\ C_{3}=/r/o/n/\\&{\mbox{e interior de palabra}}\ \\C_{3}={\mbox{consonante alveolar}}&{\mbox{si final de palabra}}\ \\\end{cases}}}

Esta es la estructura que aparece en las sílabas de palabras patrimoniales del español (en préstamos y extranjerismos podrían aparecer leves violaciones de la misma). Los términos entre paréntesis indican elementos opcionales, que pueden estar ausentes en una determinada sílaba particular. La sílaba más complicada que se puede tener en español, se da solo en interior de palabra, y aparece por ejemplo como en transportar donde el ataque silábico tiene dos consonantes (tr-) y la coda dos consonantes (-ns). Obviamente en algunas palabras históricamente procedentes de préstamo léxico pueden aparecer codas más complicadas: reloj, baobab, ... o cultismos: actuar, aptitud, ....
Algunas restricciones de las lenguas pueden expresarse mediante la fórmula silábica. Por ejemplo en italiano la coda es nula, mientras que en las lenguas semíticas el ataque no puede ser nulo. Esto se resume en las fórmulas silábicas:

{\displaystyle [_{At}(C_{1})(C_{2})][_{Nuc}V][_{Cod}\emptyset ]\qquad \qquad (1)}
{\displaystyle [_{At}C][_{Nuc}V][_{Cod}\dots ]\qquad \qquad \qquad \ (2)}

La fórmula numerada con (1) es la estructura silábica del italiano, mientras que la fórmula numerada como (2) es la estructura silábica de la mayoría de lenguas semíticas (el hebreo moderno es una excepción porque admite ataque nulo).

### Sílabas abiertas y cerradas
Una sílaba se llama "abierta" o "libre" si acaba en vocal, y "cerrada" o "trabada" si acaba en consonante. En muchas lenguas es importante distinguir entre sílabas abiertas/libres o cerradas/trabadas porque eso puede condicionar la calidad de la vocal, la posición del acento, etc.
En español, algunos autores han detectado que las vocales en sílaba cerrada/trabada se pronuncian ligeramente más abiertas. Ese fenómeno ha hecho que en algunas variedades de español, como la modalidad lingüística andaluza oriental, la exageración de la diferencia de abertura haya dado lugar tras la caída de ciertas consonantes a una oposición genuina entre vocales abiertas y cerradas (nótese que, en sílabas abiertas o libres, la vocal es ligeramente más cerrada, y en sílabas cerradas o trabadas es más abierta). Así en algunas variedades de Andalucía existe diferencia entre:
[pero] 'perro' (sílaba abierta o libre) / [perɔ] 'perros'  (sílaba cerrada o trabada)
La diferencia es perceptible también en el habla de México, donde es más notoria la diferencia de abertura de vocal en sílabas cerradas o trabadas, por ejemplo:
[dɔs] 'dos'  / [dos(ə̥)] 'doce'

### Estructura moraica
En lingüística, la mora es una unidad que mide el peso silábico, es decir, la duración de los segmentos fonológicos que componen la sílaba.
En algunas lenguas la sílaba puede ser descompuesta en unidades más pequeñas por encima del nivel de fonema segmental. Así en japonés una sílaba puede descomponerse en una o varias moras. El sistema acentual del sánscrito, el griego antiguo y el latín, puede explicarse de manera simple en términos de moras mucho más que en términos de sílabas (por esta razón se acepta que dichas lenguas podían distinguir fonológicamente la mora como unidad distintiva).
En sánscrito una sílaba se llama "pesada" si consta de más de una mora y "ligera" si consta de una única mora. Esencialmente la misma distinción se presenta en latín y griego aunque en esos casos se usa la terminología "sílaba larga" (pesada) y "sílaba corta" (ligera). En todas esas lenguas una sílaba es larga o pesada si:
- La sílaba consta de un ataque silábico y una coda
- La sílaba es abierta pero la vocal es larga.

En términos moraicos las vocales largas pesan el doble, mientras que la coda añade una unidad de peso a la sílaba. Aunque técnicamente en esas lenguas indoeuropeas podría distinguirse entre sílabas de una, dos y tres moras, las sílabas bimoraicas y trimoraicas parecen ser fonológicamente indistinguibles.

### Tipología morfológica
En las lenguas aislantes la mayoría de palabras tiene una sílaba, mientras que en las lenguas polisintéticas son largamente polisilábicas (típicamente más de 5 sílabas por palabra, cuando esta es una oración). Las lenguas fusionantes y aglutinantes ocupan una posición intermedia, tendiendo a ser las palabras ligeramente más largas en las lenguas aglutinantes.

### Lenguas sin sílabas
La sílaba parece ser una unidad útil de análisis fonológico en la mayoría de lenguas del mundo. Además, las sílabas de muchas lenguas del mundo pueden mediante la misma estructura y existen restricciones similares en muchas lenguas. En todas las lenguas con sílabas las vocales pueden funcionar como núcleo silábico, aunque también es común que una sonorante lateral o nasal actúe como núcleo silábico.
Sin embargo, las lenguas salish admiten grupos consonánticos de enorme complejidad entre los cuales no hay ninguna sonorante. El análisis convencional de las sílabas presenta algunas dificultades en varias de estas lenguas. Algunos ejemplos de palabras largas en estas lenguas son:
sčkʷkʼkʷƛus.tn 'ojos pequeños' (spokane, salish de Montana)
xłp̓x̣ʷłtłpłłskʷc̓ [xɬpʼχʷɬtʰɬpʰɬːskʷʰts͡ʼ] 'ha tenido en su poder una planta de cornejo (Cornus canadensis)' (bella coola)
Newman en 1947 sugirió que el bella coola carecía de sílabas, aunque Hoard (1978) hace un análisis diferente y sostiene que cualquier consonante puede ser núcleo silábico en esa lengua (en esa interpretación las reglas de silabificación son muy ambiguas).

## La sílaba en la escritura

### Silabarios
En algunos idiomas el sistema de escritura es silábico, es decir, un carácter representa una sílaba. Probablemente el ejemplo más conocido sea la escritura kana del japonés, pero en realidad cada carácter representa lo que se conoce como mora, una unidad fónica que a menudo equivale a la sílaba, pero que en ocasiones es una subdivisión de la misma.

### Convenciones ortográficas en español
La división silábica tiene especial importancia en la escritura ya que en español sí se permite dividir las sílabas de una palabra cuando ésta no cabe en el renglón en uso. Aunque, a veces, los límites silábicos pueden ser difusos y existe tendencia a provocar diptongos o hiatos según la velocidad con la que se hable. Es el caso de palabras como continuo [konˈti.nwo] (a veces pronunciado [konˈti.nuˌo], en particular por hablantes de catalán, donde los diptongos crecientes solo se dan a principio de palabra o tras [kw] pero en una sílaba iniciada por n-).

#### División silábica en español
Es una forma de saber cómo se divide una palabra y que obedece a unas reglas básicas. El conocimiento de estas reglas es útil para la translinación de palabras, es decir, para separarlas al final de las líneas y también para realizar la correcta acentuación de la sílaba acentuada. Cuando sea necesario dividir, debe hacerse de acuerdo con las reglas siguientes: por razones estéticas y de claridad, se evitan las vocales aisladas al final o al principio de las líneas. Los diptongos y triptongos pertenecen a una sola sílaba: Cier-to, Vein-tiún, Co-piáis, Ca-ma-guey. Sin embargo sí se separan los hiatos que se producen en el encuentro de vocales fuertes seguidas:A-se-o.
La división silábica de las palabras se suele anotar con guiones ( - ) y dependiendo del número de sílabas las palabras pueden ser:
- Monosílabas: Son palabras de una sola sílaba —en español no se acentúan salvo que haya dos palabras iguales para diferenciarlas (tilde diacrítica) o en casos como ciertos exclamativos e interrogativos—: do, re, mi, fa, sol, la, si...
- Bisílabas: Son palabras de dos sílabas: ca-lor, ma-no, ár-bol, li-bro...
- Trisílabas: Son palabras de tres sílabas: re-pe-tir, or-ques-ta, re-co-ger...
- Tetrasilabas: Son palabras de cuatro sílabas: ge-ne-ro-so, la-pi-ce-ro, po-li-cí-a...

- Polisilabas: Son palabras de cinco o más sílabas: com-pu-ta-do-ra, con-me-mo-ra-ción, ge-ne-ro-si-dad....

## Características suprasegmentales
El dominio de rasgos suprasegmentales es la sílaba y no un sonido específico, es decir, afectan a todos los segmentos de una sílaba:
- Acento
- Tono
- Stød
- Palatalización

A veces la longitud de la sílaba también se cuenta como una característica suprasegmental; por ejemplo, en algunas lenguas germánicas, las vocales largas solo pueden existir con consonantes cortas y viceversa. Sin embargo, las sílabas se pueden analizar como composiciones de fonemas largos y cortos, como en el finlandés y japonés, donde la geminación consonante y la longitud de la vocal son independientes.

### Tono
En la mayoría de los idiomas, el tono o el contorno de tono en el que se pronuncia una sílaba transmite matices de significado como el énfasis o la sorpresa, o distingue una declaración de una pregunta. En los lenguajes tonales, sin embargo, el tono afecta el significado léxico básico o el significado gramatical (por ejemplo, pasado frente a presente). En algunos idiomas, solo el tono en sí (por ejemplo, alto o bajo) tiene este efecto, mientras que en otros, especialmente en idiomas del este de Asia, como chino, tailandés o vietnamita, la forma o el contorno (por ejemplo, nivel frente a subida frente a caída) también debe distinguirse.

### Acento
La estructura de la sílaba a menudo interactúa con el acento o el acento tonal. En latín, por ejemplo, el acento se determina regularmente por el peso de la sílaba, una sílaba que cuenta como pesada si tiene al menos uno de los siguientes:
- una vocal larga en su núcleo
- un diptongo en su núcleo
- una o más codas

En cada caso, se considera que la sílaba tiene dos moras.
La primera sílaba de una palabra es la sílaba inicial y la última sílaba es la sílaba final.
En los idiomas acentuados en una de las últimas tres sílabas, estas son denominadas última, penúltima, y la tercera sílaba desde el final se llama antepenúltima. Estos términos provienen del latín ultima "último", paenultima  "casi último" y antepaenultima "antes de casi el último".
En griego antiguo existen tres acentos (agudo, circunflejo y grave), y se utilizaron términos para describir palabras según la posición y el tipo de acento. Algunos de estos términos se utilizan en la descripción de otros idiomas.
|                |             | Lugar del acento | Lugar del acento | Lugar del acento |
| -------------- | ----------- | ---------------- | ---------------- | ---------------- |
| Antepenúltima  | Penúltima   | Última           | -                |                  |
| Tipo de acento | Circunflejo | —                | properispomenon  | perispomenon     |
| Tipo de acento | Agudo       | paroxytone       | paroxytone       | oxytone          |
| Tipo de acento | Cualquiera  | barytone         | barytone         | —                |